# Hooggerechtshof van Hawaï

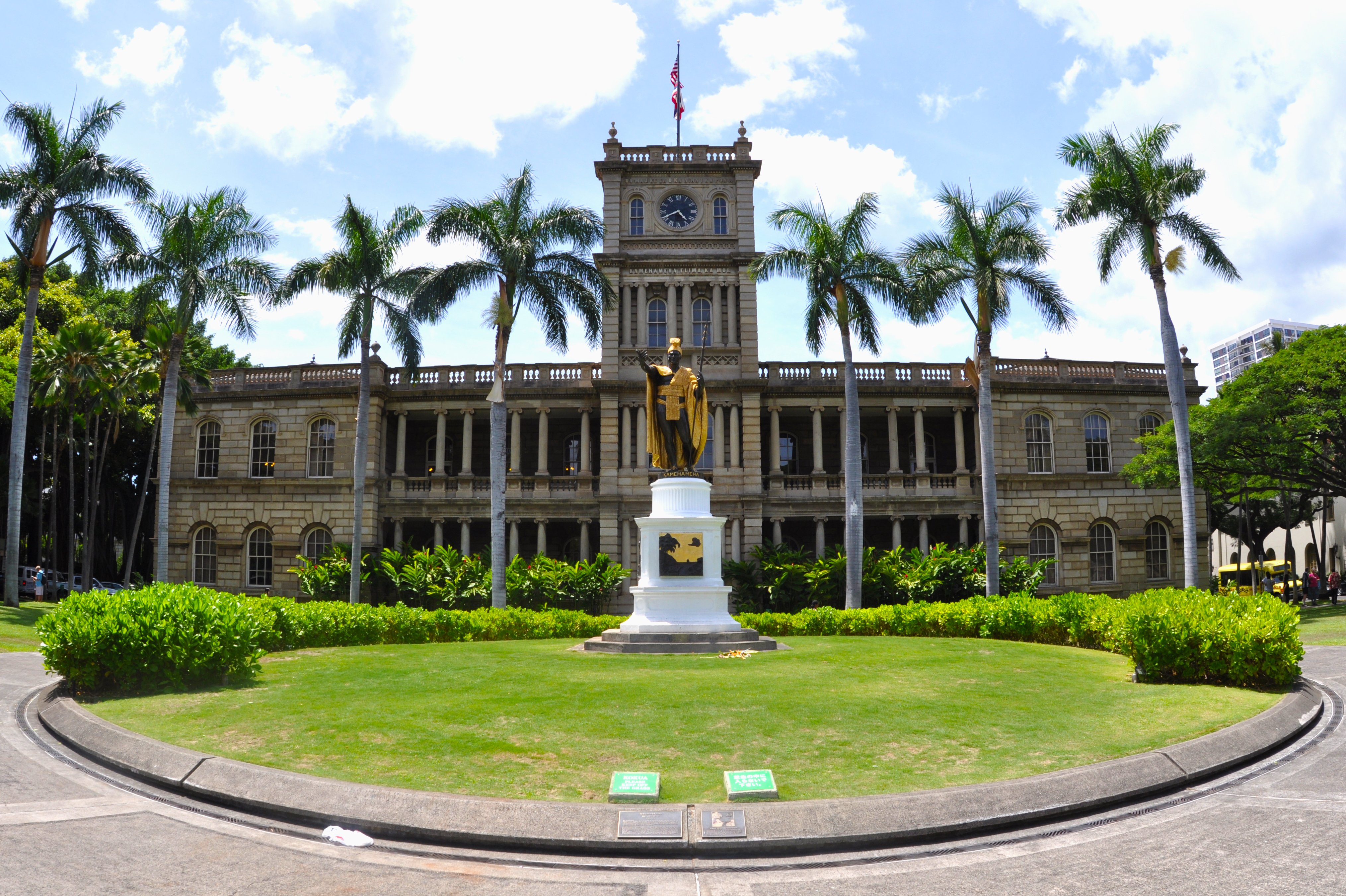
Aliiolani Hale, waar het hooggerechtshof van Hawaï zetelt

Het Hooggerechtshof van Hawaï, het Hawaii State Supreme Court, is de hoogste rechtbank van de Amerikaanse deelstaat Hawaï, waar men in hoger beroep kan gaan tegen vonnissen van de lagere rechtbanken. De uitspraken van het gerechtshof zijn bindend voor alle andere rechtsprekende bevoegdheden van de staat. Net zoals haar tegenhangers op het vasteland laat het Hooggerechtshof geen nieuw bewijs toe, maar gebruikt ze alleen materiaal dat al in de voorgaande rechtszaken is gebruikt.
Het Hooggerechtshof is gevestigd in Aliiolani Hale.